# Георги Арнаудов (революционер)
Вижте пояснителната страница за други личности с името Георги Арнаудов.
Георги Филипов Арнаудов е български революционер, деец на Вътрешната македоно-одринска революционна организация.

## Биография
Георги Арнаудов е роден в 1883 или 1884 година в неврокопското село Търлис, тогава в Османската империя, днес в Гърция. Става член на ВМОРО и от 1903 година е четник при войводите Дине Дробенов, Георги Занков, Стефан Чавдаров и една година при Илия Тетимов - Заека. Заловен е от османските власти и осъден на смърт. Присъдата му е заменена със заточение и лежи на остров Родос. След излизането си от затвора отново се занимава с революционна дейност и е четник на Тетимов. Участва в сражението при Старчища, в което загива Стоян Балтов.
При избухването на Балканската война в 1912 година е доброволец в Македоно-одринското опълчение и служи в Чета № 10 на МОО с командир Георги Занков.
Участва в Илинденско-преобръженското въстание и в Първата световна война.
Награден е с орден „За храброст“ ІV степен.
На 28 февруари 1943 година, като жител на Неврокоп, подава молба за българска народна пенсия, която е одобрена и пенсията е отпусната от Министерския съвет на Царство България.